# Symbol Schläfliego
Symbol Schläfliego – zapis {p, q, r,...}, który jednoznacznie określa foremne wielokomórki lub parkietaże. Nazwa symbolu wzięła się od dziewiętnastowiecznego matematyka Ludwiga Schläfliego, który dokonał wielu ważnych osiągnięć w zakresie geometrii i pokrewnych dziedzin.

## Definicja formalna
Symbol Schläfliego jest definiowany rekurencyjnie: {p} oznacza wielokąt foremny o p bokach. Na przykład {3} to trójkąt równoboczny.
Zapis {p,q} określa wielościan foremny, którego ściany są p-kątami foremnymi, a w każdym wierzchołku schodzi się q ścian. Na przykład {3,4} to ośmiościan foremny – w każdym jego wierzchołku schodzą się po 4 trójkąty równoboczne.
Zapis {p,q,r} oznacza 4-wymiarową wielokomórkę foremną, w którego wierzchołku schodzi się z r wielościanów foremnych {p,q}. Na przykład {4,3,3} to hipersześcian – w każdej jego krawędzi schodzą się po 3 sześciany.
Analogicznie określa się {p,q,r,s} oraz symbole zawierające większą liczbę zmiennych.

Komórką (czyli uogólnieniem ściany) regularnej wielokomórki {p,q,r... x,y,z} jest wielokomórka {p,q,r...x,y}, która jest o jeden wymiar mniejsza.

## Wielotopy foremne

### Wielokąty foremne (płaszczyzna)
Dowolny wypukły n-kąt foremny ma symbol Schläfliego {n}.

### Wielościany foremne (przestrzeń trójwymiarowa)
Istnieje dokładnie 5 wypukłych wielościanów foremnych: {3,3} to czworościan foremny, {4,3} to sześcian, {3,4} to ośmiościan foremny, {3,5} to dwudziestościan foremny oraz {5,3} to dwunastościan foremny. Istnieją także 4 niewypukłe wielościany foremne, nazywane wielościanami Keplera-Poinsota.

### Wielokomórki foremne w przestrzeni czterowymiarowej
W przestrzeni 4-wymiarowej istnieje 6 wypukłych wielokomórek foremnych oraz 10 niewypukłych. Tymi wypukłymi są: 4-wymiarowy sympleks mający symbol {3,3,3}, 4-wymiarowy hipersześcian o symbolu {4,3,3}, 4-wymiarowy hiperośmiościan z symbolem {3,3,4}, 24-komórka o symbolu {3,4,3}, 120-komórka, czyli {5,3,3} oraz 600-komórka zapisywana jako {3,3,5}.

### Wielokomórki foremne w wyższych wymiarach
W wymiarze piątym i wyższych są dokładnie po 3 wielotopy foremne: sympleks z symbolem {3,3,3,...}, hipersześcian z symbolem {4,3,...3,3} oraz hiperośmiościan z symbolem {3,3,...3,4}.

## Dualność
Jeśli foremna wielokomórka o wymiarze ≥2 ma symbol Schläfliego {p1,p2, ..., pn – 1}, to wielokomórka dualna do niej ma symbol {pn – 1, ..., p2,p1}. Jedynymi parami dualnych wielościanów są sześcian i ośmiościan foremny lub dwunastościan foremny i dwudziestościan foremny. W przestrzeni 4-wymiarowej przykładem pary dualnych wielokomórek są 120-komórka (symbol {5,3,3}) i 600-komórka (symbol {3,3,5}). Istnieją także wielokomórki samodualne (ich symbol Schläfiego jest palindromem) Przykładem wielościanu samodualnego jest czworościan z symbolem {3,3}, w ogólności w dowolnej n-wymiarowej przestrzeni wielotopoem samodualnym jest sympleks.